# William Kent
William Kent (Bridlington, Yorkshire c. 1685. – 12. travnja 1748.), bio je istaknuti engleski arhitekt, krajobrazni arhitekt i dizajner namještaja u ranom 18. stoljeću.
Kršten je (1. siječnja 1686.) kao William Cant. Kao mladog slikara kočija, skupina yorkshireske gospode potiče ga na studij umjetnosti te ga 1709. šalju u Italiju na studij. Kent boravi u Firenci kraće vrijeme, te konačno odlazi u Rim, gdje nastavlja svoju izobrazbu. Kent u Rimu osvaja drugu nagradu na natječaju slikarstva, te upoznaje Thomas Coke-a, prvog grofa od Leicestera, s kojim putuje na sjever Italije gdje, između ostaloga, upoznaje arhitekturu Andree Palladia u okolici Vicenze. Slika i za kardinala Pietra Ottobonija, te oslikava svod crkve San Giuliano dei Fiamminghi. Kent 1719., pri povratku iz Italije, upoznaje Grofa od Burlingtona, njegovo najvažnije poznanstvo u Italiji, s kojim kasnije surađuje te za kojega dekorira Chiswick House i Burlington House.
Kao arhitekt, Kent počinje djelovati kasnije, 1730ih, pri čemu je zapamćen kao obnovitelj paladijanizma. Uz pomoć Burlingtona, Kent se uzdiže u krugovima kraljevske arhitekture i dobiva brojne natječaje u Londonu. Brojna su i njegova djela u ladanjskoj arhitekturi, poput Houghton Halla i, najvažnijeg, Holkham Halla - koji je najpotpunije utjelovljenje paladijanskih ideala.
Kao krajobrazni arhitekt, Kent je jedan od začetnika engleskog perivoja. Njegov novi stil 'prirodnog' (pejsažnog) perivoja revolucionarizirao je osmišljanje vrtova i imanja. Njegova ostvarenja Chiswick House, Stowe House i Rousham House označavaju predromantičnu etapu pejsažnoga perivoja u kojem je važan sadržaj. Perivoji obiluju scenama romantičnih slikarskih veduta, hramovima, spiljama, ruševinama, paladijanskim mostovima i eksedrama. Sve je bilo podređeno stvaranju raspoloženja i doživljaja u naturalističkom stilu koji je bio njegov najveći doprinos povijesti perivojne arhitekture. Jedini Kentov nedostatak bio je manjak tehničkih znanja i znanja o hortikulturi.

## Slike
- Pitoreskni vrtovi kuće Chiswick
- Spavaća soba u Chiswick-u
- Holkham Hall izvana
- Glavna dvorana u unutrašnjosti Holkham Hall-u
- Hram drevnih vrlina, Stowe